# 邹坊文祠
邹坊文祠，位于中国广东省梅州市平远县仁居镇邹坊村，为梅州市平远县的一个县级文物保护单位，类型为古建筑，公布时间为1985年12月。
邹坊文祠的历史年代为清代。